# Contumacie
Contumacie  (Din fr. contumace, lat. contumacia); (pronunțat contumacíe) denotă, în justiție, o absență nejustificată de la judecată a inculpatului. "În contumacie" denotă o acțiune juridică luată în lipsa inculpatului, fără ca acesta să fi fost prezent la proces.
În dreptul canonic englez, contumația era disprețul față de autoritatea unei instanțe ecleziastice și a fost tratată prin eliberarea unui mandat scris de la Court of Chancery la instanța judecătorului curții ecleziastice. Acest înscris a luat locul excomunicato capiendo în 1813, printr-un act al lui George al III-lea (vezi excomunicarea).
În SUA, deși contumacia nu a fost menționată în mod expres în Constituția SUA, instanțele au afirmat de multă vreme o putere inerentă a judecătorilor de a pedepsi un astfel de refuz, care în acest context este cunoscut sub numele de disprețul față de instanță (contempt of court). Curtea Supremă a SUA a recunoscut puterea inerentă a instanțelor federale de a întemnița o persoană pentru contumacie în 1812 în procesul Statele Unite v. Hudson & Goodwin, fără o referire la o definiție a contumației în dreptul comun sau statutar.